# Juan Arévalo Gardoqui
Juan Arévalo Gardoqui (Ciudad de México, 23 de julio de 1921-Ciudad de México, 4 de mayo de 2000) fue un militar mexicano, secretario de la Defensa Nacional entre 1982 y 1988 durante el gobierno de Miguel de la Madrid.

## Carrera
Sus padres fueron Gustavo Arévalo y Magdalena Gardoqui.
Inició su carrera militar en 1940 año en que ingresó al Colegio Militar, egresando en 1943 con el grado de subteniente del Arma de Caballería. Ingresó a la Escuela Superior de Guerra en 1947 y se graduó tres años después adquiriendo el carácter de Diplomado de Estado Mayor.
Durante su carrera militar ascendió por riguroso escalafón hasta el grado de general de División Diplomado de Estado Mayor.
En su trayectoria militar ocupó varios cargos importantes, entre los que sobresalen: director general de Caballería y comandante de la 1/a. y 5/a. Zonas Militares.
En 1982 fue nombrado secretario de la Defensa Nacional, cargo que ocupó hasta el 30 de noviembre de 1988.
Como secretario del ramo, apoyó el desarrollo de la industria militar con la fabricación de nuevo armamento, vestuario y equipo e implementa el Plan DN-III-E para el Auxilio de la población civil en casos de desastre.
Falleció el 4 de mayo de 2000 en la Ciudad de México.

## Presuntos nexos con el narcotráfico
Fue señalado por proteger al grupo de narcotraficantes que ordenaron la muerte del agente de la DEA, Enrique Camarena Salazar, y el piloto mexicano Alfredo Zavala Avelar.[cita requerida]
La DEA organizó un operativo para vengar la muerte de su agente. Le bautizó como «Operación Leyenda» que, entre muchos vericuetos, involucró al general Arévalo Gardoqui.[cita requerida]
Tres expolicías mexicanos, acogidos desde finales de los noventa al programa estadounidense de testigos protegidos, dan a Proceso pormenores del secuestro y tortura del agente de la DEA Enrique Camarena en 1985. Pero hay algo más: ellos sostienen que Manuel Bartlett (entonces secretario de Gobernación) y Juan Arévalo Gardoqui (titular de la Secretaría de la Defensa) presenciaron el suplicio del agente antinarcóticos. Del primero incluso aseguran que tenía una relación muy estrecha con los narcotraficantes del Cártel de Guadalajara, tanto que, dice uno de los testigos, los capos le entregaron 4 mil millones de dólares para intentar hacerlo llegar a la Presidencia de la República.[cita requerida]